# Улрих XIII фон Хелфенщайн
Улрих XIII (VII/II) фон Хелфенщайн (на немски: Ulric XIII von Helfenstein; † пр. 3 юли 1375) е граф на Хелфенщайн-Блаубойрен-Зулметинген-Гуесенберг.

## Произход
Той е син на граф Улрих XI (V) фон Хелфенщайн-Блаубойрен († 1361) и съпругата му Беатрикс фон Шлюселберг († 1355), дъщеря на Конрад II фон Шлюселберг († 1347) и първата му съпруга Елизабет. Сестра му Анна фон Хелфенщайн-Блаубойрен († 1392) е наследничка на Фалкенщайн, и се омъжва пр. 17 март 1359 г. за херцог Фридрих III фон Тек († 1390).

## Фамилия
Улрих XIII фон Хелфенщайн се жени пр. 3 март 1363 г. за Анна фон Йотинген († между 16 декември 1410 и 5 май 1411), дъщеря на граф Лудвиг XI фон Йотинген († 1370) и графиня Имагина фон Шауенбург († 1377). Те имат децата:
- Йохан II (III) фон Хелфенщайн-Блаубойрен († 27 февруари 1444), женен ок. 1407 г. за Ирменгард фон Кирхберг († 3 март 1444)
- Агнес фон Хелфенщайн († сл. 1416), омъжена пр. 4 юли 1391 г. за Хайнрих фон Рехберг († 22 септември 1437)
- Анна фон Хелфенщайн († сл. 1381)